# Kim Xuyên (xã)
Kim Xuyên là một xã thuộc huyện Kim Thành, tỉnh Hải Dương, Việt Nam.

## Địa lý
Xã Kim Xuyên có vị trí địa lý:
- Phía đông giáp thị trấn Phú Thái
- Phía tây giáp xã Tuấn Việt
- Phía nam giáp xã Ngũ Phúc và huyện Thanh Hà
- Phía bắc giáp thị xã Kinh Môn.

Xã Kim Xuyên có diện tích 8,18 km², dân số năm 2022 là 9.771 người, mật độ dân số 1.194 người/km².
Xã có Quốc lộ 5 và đường sắt Hà Nội – Hải Phòng chạy qua dọc xã theo hướng Đông Tây dài khoảng 3,5 km, chia xã thành hai nửa; nửa phía bắc có thôn Phương Duệ (còn gọi là Ròi), nửa phía nam có thôn Thiện Đáp (còn gọi là Giúp) và thôn Quỳnh Khê (còn gọi là Quỵnh) nằm ở hai bên. Ven đường cũng hình thành những khu dân cư mới.

## Hành chính
Xã Kim Xuyên được chia thành 3 thôn: Quỳnh Khê (xóm 1, 2, 3), Thiện Đáp (xóm 4, 5), Phương Duệ (xóm 6, 7).

## Lịch sử
Ngày 24 tháng 10 năm 2024, Ủy ban Thường vụ Quốc hội ban hành Nghị quyết số 1250/NQ-UBTVQH15 về việc sắp xếp đơn vị hành chính cấp xã của tỉnh Hải Dương giai đoạn 2023 – 2025 (nghị quyết có hiệu lực từ ngày 1 tháng 12 năm 2024). Theo đó, Điều chỉnh 0,51 km² diện tích tự nhiên và quy mô dân số là 757 người của xã Kim Xuyên vào thị trấn Phú Thái.
Sau khi điều chỉnh, xã Kim Xuyên có 8,18 km² diện tích tự nhiên và quy mô dân số là 9.771 người.